# Flussregenpfeifer

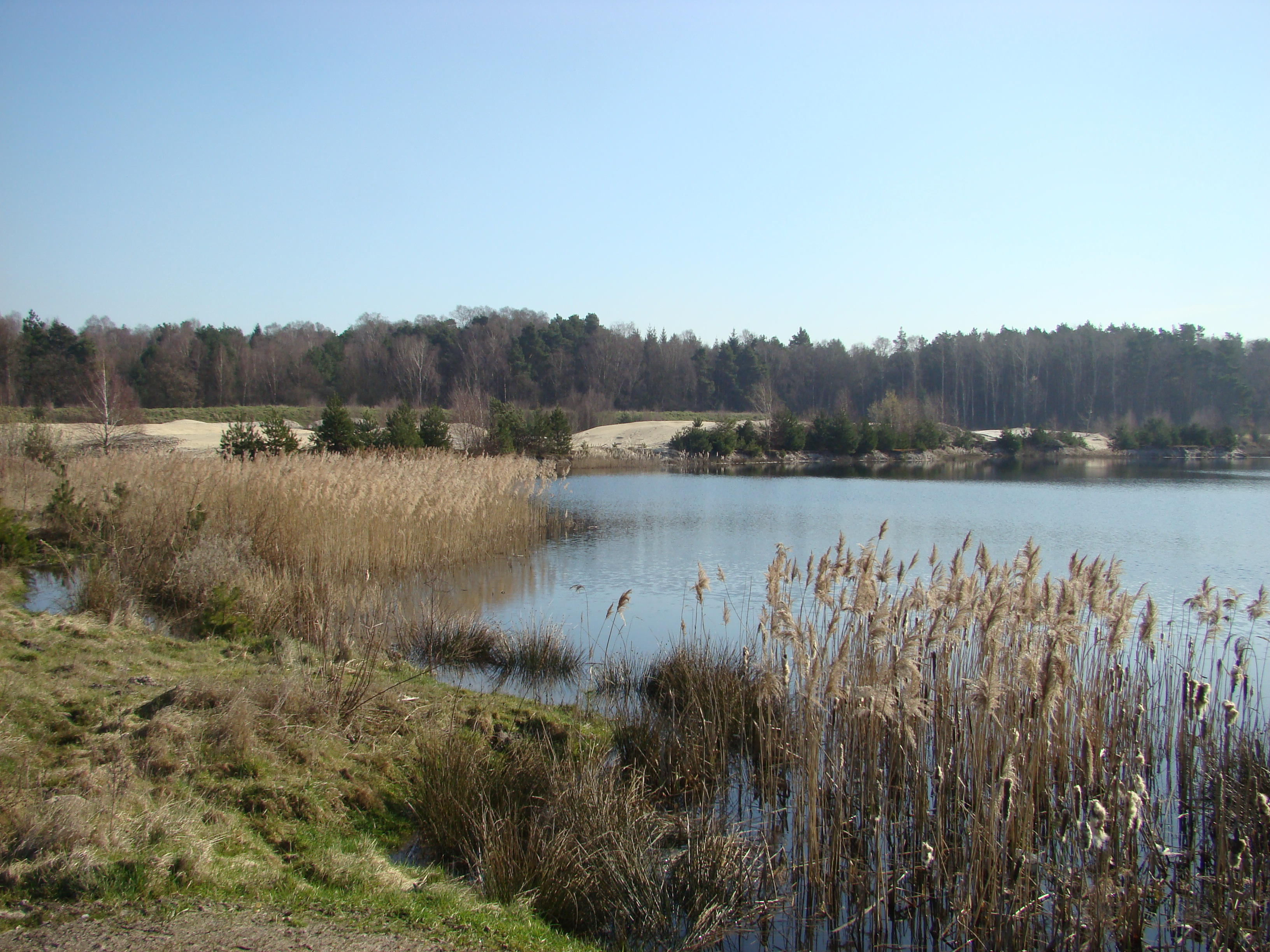
Ersatzlebensraum ehemaliger Baggersee

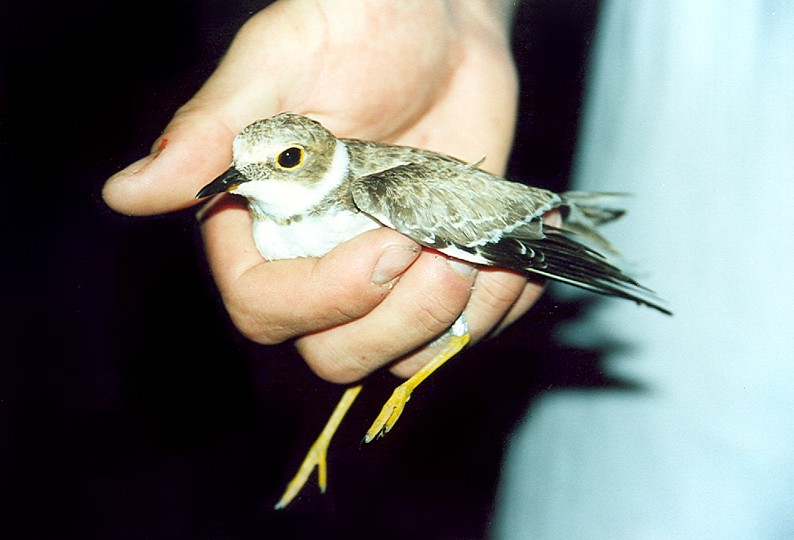
Ein Flussregenpfeifer in Bulgarien

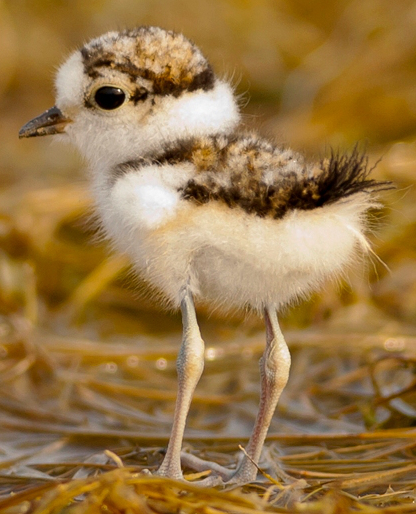
Küken des Flussregenpfeifers

Der Flussregenpfeifer (Charadrius dubius) ist eine Vogelart aus der Familie der Regenpfeifer (Charadriidae). In Mitteleuropa ist der Flussregenpfeifer ein verbreiteter, aber wenig häufiger Brut- und Sommervogel. Während der Zugzeiten ist er verhältnismäßig häufig als Durchzügler und Rastvogel zu beobachten.

## Beschreibung
Ein ausgewachsener Flussregenpfeifer wird 15 bis 18 cm groß und wiegt 25 bis 55 g. Die Flügelspannweite erreicht 34 bis 45 cm. Vom sehr ähnlichen Sandregenpfeifer unterscheidet sich der Flussregenpfeifer durch seine kleinere und schlankere Erscheinung. Er hat außerdem einen dunkleren Schnabel und auffällig gelbe Augenringe, die dem Sandregenpfeifer fehlen.
Sein Rücken ist braun und seine Unterseite ist weiß gefärbt. Der kurze Schnabel ist dunkel und seine Beine sind braungelb gefärbt. Der Flussregenpfeifer hat schwarze Augen mit einem gelben Augenring. Der vordere Teil des Kopfes ist schwarz-weiß gezeichnet. Ebenso besitzt der Flussregenpfeifer ein schwarzes Halsband. Männchen und Weibchen haben die gleiche Färbung. Sein Ruf klingt in etwa wie „piu“ oder „pri“.

## Lebensraum

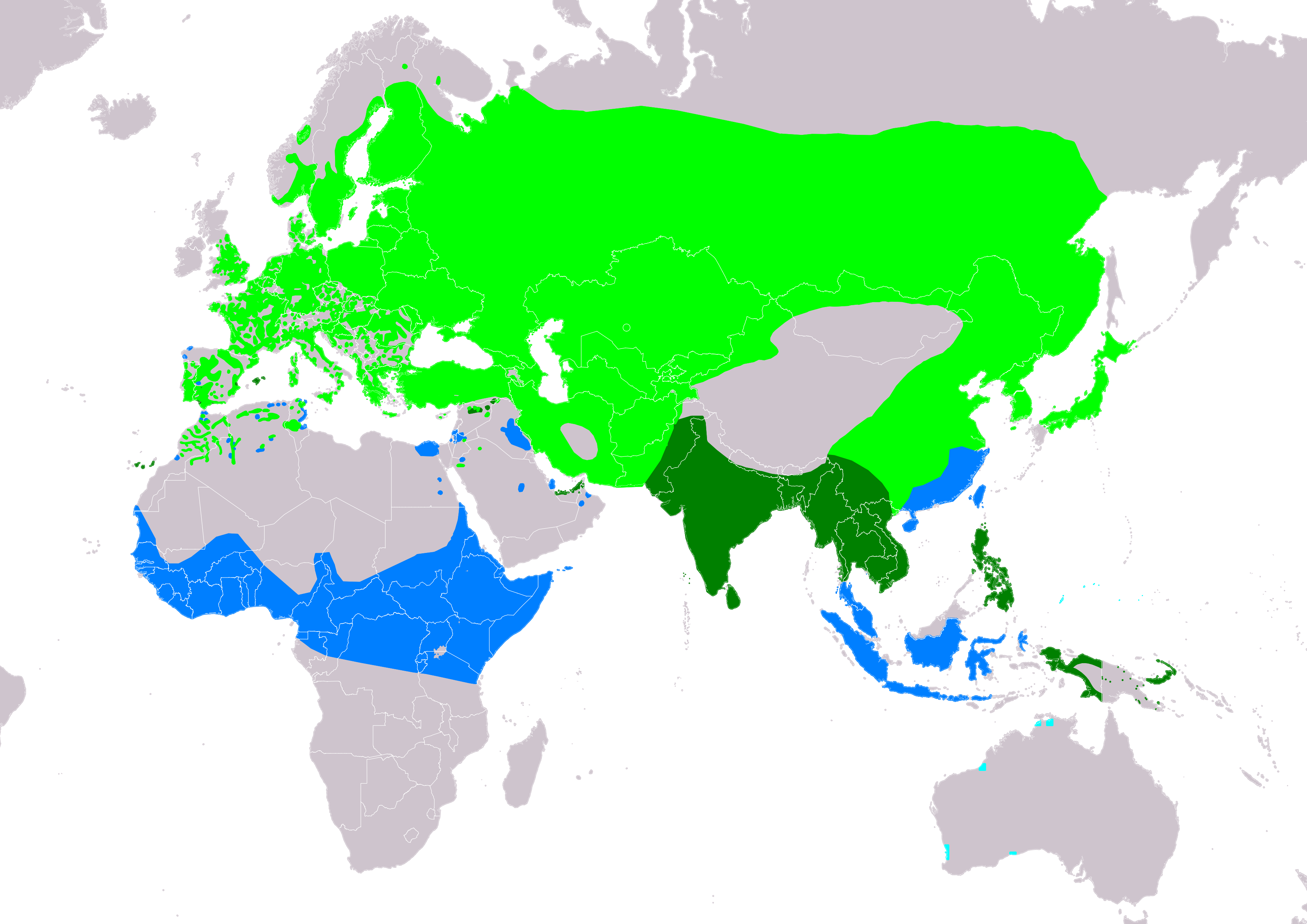
Verbreitung des Flussregenpfeifers:
Brutgebiete
Ganzjähriges Vorkommen
Migration
Überwinterungsgebiete

Der Flussregenpfeifer lebt auf Schlamm-, Sand-, Kiesflächen und an Baggerseen in fast ganz Europa (außer Schottland, Irland, Norwegen und Island). Baggerseen sowie Kiesgruben sind meistens aber nur Ausweichmöglichkeiten, seitdem es nur noch sehr wenige natürliche Flussläufe mit Kiesbänken gibt.
In der Winterzeit November bis Februar ist der Langstreckenzieher, der hauptsächlich in der Nacht zu seinem Winterquartier fliegt, Gast im Mittelmeerraum und in Afrika. Zu den Überwinterungsquartieren zählt der Süden der Sahara bis zur Küste Westafrikas, Zaire, Tansania und Kenia. Nur wenige Zugvögel überqueren allerdings den Äquator. Zu den Überwinterungsquartieren gehören auch Ägypten sowie vereinzelt der Mittelmeerraum.

## Ernährung
Der Flussregenpfeifer ernährt sich von Würmern, Spinnen, Insekten, Larven und Weichtieren oder auch von anderen dicht unter der Bodenoberfläche lebenden Tieren. Er sucht seine Nahrung gewöhnlich im seichten, schlammigen Uferbereich von Süßgewässern. Anders als der Sandregenpfeifer ist er an der Küste nur sehr selten zu sehen. Die Nahrung wird von der Wasseroberfläche oder vom Boden aufgepickt.

## Fortpflanzung

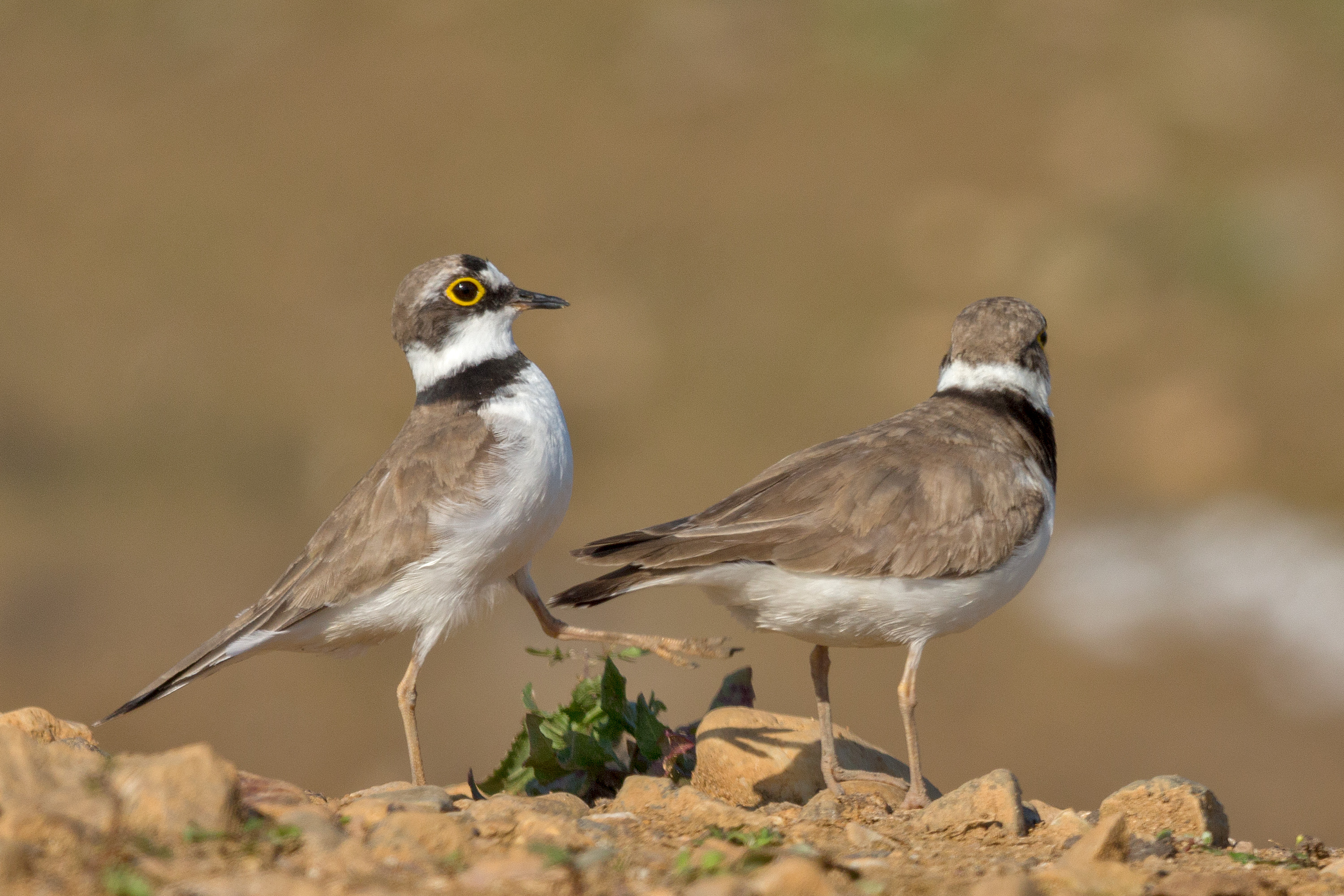
Zur Stimulation tritt das Männchen vor der Kopulation dem Weibchen in die Kloake.

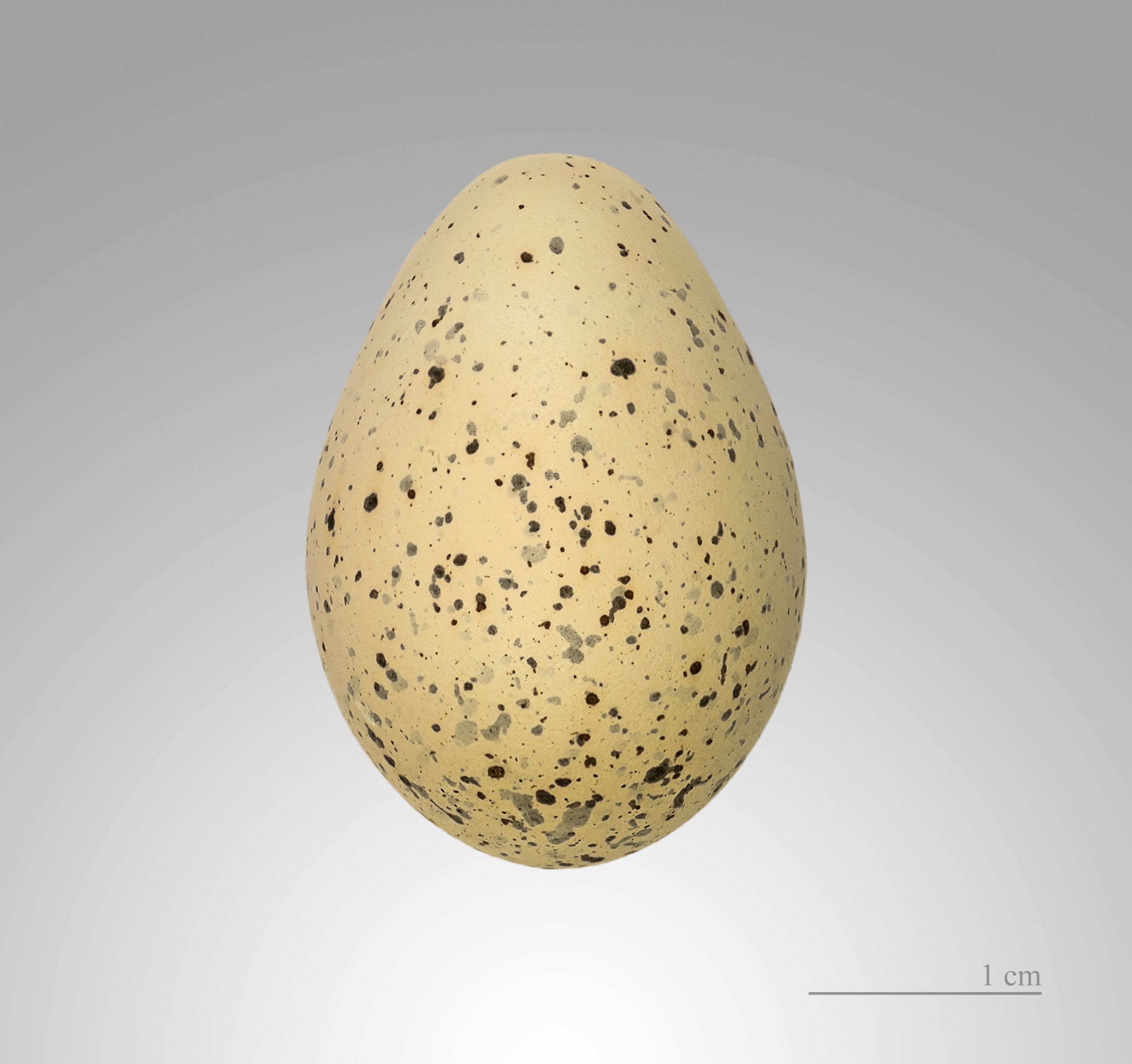
Charadrius dubius

Die Brutzeit erstreckt sich von April bis Juli.
Das Nest ist eine Mulde im Boden und wird mit Pflanzenteilen und anderen Materialien ausgelegt. Es findet sich am offenen Boden oder in niedriger Vegetation und steht selten weit vom Wasser entfernt. Oft werden kleine Inseln in einem See oder Fluss als Niststandort genutzt. Während der Balz legt das Männchen mehrere flache Mulden an, von denen dann das Weibchen eines als Nest wählt.
Das Weibchen legt vier Eier, die durch ihr Farbmuster gut getarnt sind. Die Schalenfarbe ist steingrau bis cremefarben mit kleinen braunen Tupfen und Stricheln. Die Brutdauer beträgt 24 bis 25 Tage. An der Brut sind beide Elternvögel beteiligt. Bei drohender Gefahr locken die Eltern durch ein Verhalten namens Verleiten den Angreifer in eine andere Richtung und versuchen so, ihre Jungen zu schützen.
Mitteleuropäische Brutpaare ziehen häufig zwei Bruten groß.

## Bestand
Der europäische Bestand an Flussregenpfeifern nahm gegen Ende des 19. Jahrhunderts und zu Beginn des 20. Jahrhunderts deutlich ab. Verantwortlich dafür war vermutlich vor allem eine Klimaveränderung. Die zahlreichen, sehr regenreichen Sommer dieser Jahre reduzierten wegen erhöhter Wasserstände die möglichen Niststandorte. Seit den 1930er Jahren hat sowohl der europäische Bestand als auch die Verbreitung zugenommen, wofür vermutlich eine Reihe trockener Sommer verantwortlich war. Gegen Ende des 20. Jahrhunderts erhöhte vor allem der Kiesabbau die Zahl der möglichen Niststandorte.
Der europäische Gesamtbestand wird zu Beginn des 21. Jahrhunderts auf etwa 110.000 bis 240.000 Brutpaare geschätzt. Europäische Länder mit einem Bestand von mehr als 5.000 Brutpaaren sind Russland (europäischer Teil), Belarus, Ukraine, Frankreich und Deutschland. Flussregenpfeifer brüten in allen mitteleuropäischen Ländern, wobei sie in den Mittelgebirgslagen und den Alpen nur ausnahmsweise vorkommen und Höhenlagen von mehr als 800–900 Metern über NN nicht überschreiten. Der mitteleuropäische Gesamtbestand wird auf etwa 13.000 bis 19.500 Brutvögel geschätzt. In Deutschland brüteten zu Beginn des 21. Jahrhunderts 4.300 bis 6.800 Brutpaare. Deutschland weist damit unter allen mitteleuropäischen Ländern den höchsten Brutpaarbestand auf.

## Sonstiges
Der Flussregenpfeifer war Vogel des Jahres 1993.

## Unterarten
Es sind drei Unterarten bekannt:
- Charadrius dubius curonicus Gmelin, JF, 1789[5] – kommt im Norden Afrikas, in Europa und in Asien mit Ausnahme des südlichen zentralen und südöstlichen Teil Asiens vor.
- Charadrius dubius jerdoni (Legge, 1880)[6] – ist in Indien bis ins südliche China und Indochina verbreitet.
- Charadrius dubius dubius Scopoli, 1786[7] – kommt auf den Philippinen bis Neuguinea und dem Bismarck-Archipel vor.

## Belege